# Novohorus obscurus
Novohorus obscurus är en spindeldjursart som först beskrevs av Banks 1893.  Novohorus obscurus ingår i släktet Novohorus och familjen Olpiidae. Inga underarter finns listade i Catalogue of Life.